# Hans Richter (reżyser)
Hans Richter (ur. 6 kwietnia 1888 w Berlinie, zm. 1 lutego 1976 w Minusio w Szwajcarii) – niemiecki reżyser, jeden z twórców i głównych ideologów ruchu dada oraz jeden z najważniejszych eksperymentalnych filmowców I połowy XX wieku.
Ukończył szkoły artystyczne w Berlinie i Weimarze, walczył podczas I wojny światowej. Aktywnie uczestniczył jako malarz w ruchu dada, w 1917 roku jednak opuścił Zurych i zerwał z całkowicie z dadaistami. Richtera nie interesował już dadaistyczny absurd i destrukcja, fascynowała go kreacja, stwarzania w sztuce nowych języków.

## Życiorys
Sprzymierzeńca w swoich poszukiwaniach Richter znalazł w poznanym w Zurychu Szwedzie, Vikingu Eggelingu, którego w 1919 roku sprowadził do posiadłości swoich rodziców w Brandenburgii. Tam wspólnie prowadzili eksperymenty związane z poszukiwaniem uniwersalnego języka w sztuce. Zauważyli, iż odpowiednie zestawienie płaszczyzn i linii wywołuje u widza bardzo konkretne wrażenia, które z uwagi na uniwersalne zasady ludzkiego postrzegania i kojarzenia powinny być jednoznacznie rozpoznawalne dla każdego człowieka (widza). W 1920 artyści opublikowali tekst Universelle Sprache (Uniwersalny język), w którym przedstawiali powyższe idee. Swoje rysowane na przesuwanych rolach papieru prace z tamtych czasów nazywali „orkiestracjami”, przedstawiali na nich przekształcające się formy rysowane obok siebie, niczym stop-klatki filmu. I choć w tych pracach nic się jeszcze nie poruszało, widz zmuszony był do poruszania się przy oglądaniu prac, do dopowiadania sobie brakujących „klatek” między kolejnymi elementami.
Rzeczą naturalną, więc wydawało się zwrócenie obu artystów w stronę filmu, medium, które mogło w niemal idealny sposób wyrazić ich dążenia. Zainteresowanie ich pracą zresztą wzrastało, kilka tygodni w Brandenburgii spędził z nimi Theo van Doesburg, który umieścił potem o nich artykuł w wydawanym przez siebie, wpływowym piśmie De Stijl. Artyści uzyskali grant, za pomocą którego mogli wynająć studio oraz technika. Niestety próby przeniesienia na filmowy ekran ich przesuwanych obrazów nie powiodły się. Richter zrozumiał, iż podstawowym elementem filmu jest nie forma a czas, co pozwoliło mu rozpocząć właściwą pracę.
Pierwszy film Richtera, Rhytmus 21 (1921), jest klasycznym przetworzeniem jego rysunków w świat ruchu. Obraz traktowany jest jako płótno, płaszczyzna raczej niż okno przedstawiające trójwymiarowy świat. W tym krótkim, kilkuminutowym filmie, białe i czarne płaszczyzny przemieszczają się i przenikają, tworząc między sobą złożone, rytmiczne zależności, a wszystko to podporządkowane jest zasadzie kontrapunktu. Początkowo są to czarne prostokąty na białym tle, w drugiej części filmu kolory zostają odwrócone. Jedyne płaszczyzny przedstawione pod kątem ostrym pojawiają się w filmie jedynie na moment wprowadzając element zaniepokojenia w tym logicznym, prostopadłym świecie.
Kolejny rok nie był łatwy dla Richtera. Jego rodzina wskutek kryzysu straciła swoją posiadłość, Richter pozbawiony środków do pracy zmuszony był realizować proste filmy reklamowe. Udało mu się jednak, z pomocą Wernera Graffa, studenta van Doesburga, ukończyć swój drugi film Rhytmus 23 (1923). Ten 4-minutowy film rozwija konstruktywistyczne koncepcje pierwszego filmu wprowadzając śmielej prostokąty i linie umieszczone na płaszczyźnie pod ostrymi kątami. Początkowo obraz miał być nakręcony w kolorze, z użyciem zieleni i czerwieni (jedynych kolorów, które dla Richtera różniły się naprawdę). Pomysł musiał jednak zostać zarzucony z powodu oczywistych problemów natury technicznej. Powstały czarno-biały film miał premierę na ostatnim wielkim pokazie Dada w Paryżu, razem z premierą pierwszego filmu Mana Raya.
Richter równolegle aktywnie uczestniczył w ruchu konstruktywistycznym, był współautorem kilku ważnych manifestów oraz redaktorem pisma G, które publikował w latach 1923-26. Eksperymenty z kolorem kontynuowane przez Richtera w swoim malarstwie znalazły także wyraz w jego ostatnim Rytmie, Rhytmus 25 (1925), którego jedyną kopię (dziś zaginioną) artysta własnoręcznie pokolorował.
W 1927 roku Richtera odwiedził Kazimierz Malewicz, który zafascynowany filmami artysty zamierzał wspólnie z Richterem zrealizować film przedstawiający ewolucję form od impresjonizmu przez kubizm do konstruktywizmu i suprematyzmu, natomiast w drugiej części animacje przedstawiające tworzenie dwuwymiarowych płaszczyzn za pomocą obracających się brył trójwymiarowych. Niestety projekt nie został nigdy zrealizowany.
W kolejnych latach Richter zwrócił się w kierunku filmu przedstawiającego. Momentem przejściowym był pół-abstrakcyjny film Film studie (1925), który zawiera znane z wcześniejszych prac Richtera animacje abstrakcyjne oraz zdjęcia przedstawiające zrealizowane z wykorzystaniem wielokrotnej ekspozycji. Na ekranie przesuwając się pływające gałki oczne, zwielokrotnione obrazy kobiecej twarzy oraz abstrakcyjne linie i płaszczyzny.
Kolejny film Richtera, Inflation zawiera już elementy dokumentalne. Obrazuje galopującą w Niemczech inflację, za pomocą przeplatanych zdjęć tracących z sekundy na sekundę wartość pieniędzy, oraz ich załamanego właściciela. Richter traktuje temat z humorem, wykorzystując przy tym dynamiczny montaż i wielokrotne ekspozycje.
Surrealistyczny duch Film studie oraz zainteresowania aktualnymi zmianami z Inflation odżyły w kolejnym, dziś klasycznym obrazie Vormittagspuk (Duchy przed śniadaniem). Film przedstawia zabawną, nieco dadaistyczną historyjkę zbuntowanych nudą swojej egzystencji przedmiotów, które zaczynają beztroską zabawę. Kapelusze uciekają fruwając na ziemią, buntują się rewolwery i zegary, podczas gdy ludzie przedstawieni są w mechanicznych, powtarzających się czynnościach. Film składa się z olbrzymiej ilości różnorakich efektów - negatywu, odtwarzania taśmy od tyłu, superimpozycji, animacji trikowych. Nie bez znaczenia jest także jego symbolika odwołująca się do nieciekawych zmian zachodzących w Niemczech, co sprawiło zresztą filmowi niemałe trudności z dystrybucją.
W kolejnych latach Richter rozwijał swój styl. Charakterystyczne wielokrotne ekspozycje (Inflation), zabawne zestawianie obrazów o kontrastowym będą pozornie podobnym znaczeniu (twarz kobiety i konia w Rennsymphonie), płynne przechodzenie przez obrazy zbliżone formą (Zweigroschenzauber), dynamiczny montaż (Everyday) czy rozmaite efekty specjalne (cyrk w Alles drect sich, alles bewegt sich) stały się wyznacznikami stylu artysty.
Richter miał coraz więcej problemów z władzą, której postawę regularnie ośmieszał w swoich filmach. Na początku lat 30. zajmował się głównie pisaniem tekstów o kinie awangardowym i walką o jego rozwój, publikował książki. Organizował pokazy, kluby filmowe, wspierał dystrybucję filmów europejskiej awangardy. Jednocześnie nabierał coraz bardziej radykalnych przekonań lewicowych i zacieśniał kontakty z radzieckimi reżyserami.
W 1929 roku przewodniczył sekcji filmowej międzynarodowej wystawy „Film und Foto”, z okazji której napisał tekst wydany później w postaci książki - Wrogowie filmu dzisiaj, przyjaciele filmu jutro. W tym samym roku uczestniczył w Kongresie Kina Niezależnego w szwajcarskim La Sarraz, podczas którego wraz z Eisensteinem i innymi artystami nakręcił (zaginiony) film, który miał uwidaczniać czym powinno być prawdziwe kino (film ma wiele tytułów, jeden z nich to The Battle of Independent against Commercial Film). Lewicowe związki Richtera z artystami radzieckimi dały wyraz w nakręconym na filmowych warsztatach w Londynie filmie Everyday, w którym przy pomocy montażu Eisensteina Richter niemal upokarza system kapitalistyczny.
Zdobywszy miano jednego z największych w Europie ekspertów od kina Richter otrzymał zamówienie na stworzenie filmu dla mających odbyć się w 1930 roku w Szwajcarii targów meblowych, które promowały nowy, funkcjonalny design. Nakręcony film Neues Leben (albo Bauen und Wohnen) jest kolejnym przykładem świetnego, humorystycznego stylu Richtera, który przeciwstawia niemal ożywione lekkie meble w stylu Bauhausu oraz stare, ciężkie meble niemieckie. W ciągu kolejnych lat Richter zrealizował jeszcze kilka dokumentalnych reklamówek, tym razem dla holenderskiego oddziału firmy Philips Radio.
Na początku lat 30. Richter otrzymał od Rosjan niezwykłą ofertę zrealizowania pełnometrażowego dokumentu o krwawo stłumionym robotniczym strajku w Hennigsdorf. Film Metall miał ukazywać metody działania nazistów oraz ucisk kapitalistów i zachęcać do organizowania komunistycznych związków zawodowych w celu przeciwstawienia się ciemięzcom. Niestety z powodu dojścia do władzy Hitlera i lęku Rosjan przed prowokowaniem go, realizacja filmu musiała zostać przerwana.
W 1933 roku Richter z wielu powodów (abstrakcyjna sztuka, lewicowych przekonania, krytyka władzy, żydowskie pochodzenie) otrzymał etykietką artysty zdegenerowanego a co za tym idzie pozbawiono go możliwości wjazdu do Niemiec. Przez wiele następnych lat krążył po Europie bez jakichkolwiek dokumentów. Mieszkał w Holandii i w Szwajcarii by po wielu staraniach, w 1941 roku, otrzymać wizę do Stanów Zjednoczonych.
Richter zamieszkał w Nowym Jorku, gdzie wykładał film w New York City College. Utrzymywał kontakty ze starymi przyjaciółmi z Europy, wrócił po wielu latach do malarstwa. W Stanach stworzył kilka dłuższych filmów, w tym swój najbardziej ambitny projekt, kolorowy, pełnometrażowy film Dreams That Money Can Buy (A film in seven segments) nakręcony wraz z Duchampem, Légerem i innymi przyjaciółmi z Europy.
W latach 50. Richter zdobył spore uznanie, miał bardzo wiele indywidualnych wystaw, dużo pisał. Został dyrektorem Instytutu Filmu w City College, z której to posady musiał jednak zrezygnować w antykomunistycznej erze McCarthyzmu. Ukończył także dwa zrealizowane w kooperacji z przyjaciółmi filmy, szachowy 8 x 8, oraz Dadascope. W kolejnych latach dzielił życie między Europę i Stany Zjednoczone, pisząc i tworząc. Opublikowana w roku 1964 książka Dadaizm - sztuka i anty-sztuka jest fundamentalną pozycją o historii ruchu, którą Richter napisał z perspektywy artysty w nim uczestniczącego. Zawarty w pierwszym numerze Film Culture tekst The Film as an Art Form (1955) wpłynął na całe pokolenie młodych, niezależnych filmowców amerykańskich (Richter postuluje w nim powrót do czystej formy filmowej, której przedstawicielami pozostaje według niego jedynie niezależny film dokumentalny oraz film eksperymentalny).
Ostatnie lata życia Richter spędził w Szwajcarii, pracując aż do śmierci w 1976 roku.

## Filmografia
- Rhytmus 21, 1921, reżyseria
- Rhytmus 23, 1923, reżyseria
- Rhytmus 25, 1925, reżyseria
- Film studie, 1926, reżyseria, zdjęcia
- Inflation, 1928, reżyseria
- Vormittagspuk, 1928, reżyseria, aktor
- Rennsymphonie, 1929, reżyseria
- Zweigroschenzauber, 1929, reżyseria
- Alles drect sich, alles bewegt sich, 1929, reżyseria
- The Battle of Independent against Commercial Film, 1929, reżyseria
- Everyday, 1929, reżyseria
- Neues Leben (Bauen und Wohnen), 1929, reżyseria
- Muratti, 1929, reżyseria
- Europe Radio, 1930, reżyseria
- Metall, 1932, reżyseria
- Hello Everybody, 1934, reżyseria
- From Lightning to Television, 1938, reżyseria
- Dreams That Money Can Buy (A film in seven segments), 1947, reżyseria
- Chesscetera, 1957, reżyseria
- 8 x 8. A Chess Sonata in 8 Movements, 1957, reżyseria
- Dadascope, 1961, reżyseria